# New Hampshire Motor Speedway
Der New Hampshire Motor Speedway, vormals Bryar Motorsport Park und New Hampshire International Speedway, ist eine 1,058 Meilen lange Ovalrennstrecke, die von den NASCAR-Rennserien seit seiner Eröffnung im Jahre 1990 genutzt wird. Sie wird oftmals nach ihrem Standort in Loudon im US-Bundesstaat New Hampshire als Loudon oder The Magic Mile bezeichnet.

## Geschichte
Die Rennstrecke wurde im Juni 1990 eröffnet, rund neun Monate nach Kauf des Bryar Motorsports Park durch die Familie Bahre und Baubeginn. Der bisher bestehende Motorrad-Kurs wurde für vielfältige Einsatzzwecke umgebaut, darunter Rennen der NASCAR- und SCAA-Serien. Er wurde damit zum größten Speedway in Neuengland und mit zusätzlichen Erweiterungen in den darauffolgenden Jahren der größte Austragungsort für Sportveranstaltungen in der Region. Das Debüt von NASCAR fand im Juli 1990 durch ein Rennen der Nationwide Series statt, das von Tommy Ellis gewonnen wurde. Für die nächsten drei Jahre hielt die NASCAR Nationwide Series jährlich zwei Rennen auf der Strecke ab.
Die Rennen waren so erfolgreich, dass der New Hampshire International Speedway im Jahre 1993 ein Rennen des damals noch als Winston Cup bezeichneten Sprint Cups erhielt. Das erste Rennen gewann Rusty Wallace im Juli 1993.
Im Jahre 1997 erhielt der Speedway den Zuschlag für ein zweites Rennen über 300 Meilen und nahm einen der beiden Termine des North Wilkesboro Speedway ein, der zuvor verkauft wurde. Dieses Rennen findet Mitte September statt und war das erste, auf dem mit der Einführung im Jahre 2004 ein Rennen des Chase for the Cup des Sprint Cups ausgetragen wurde.
Neben den Veranstaltungen der NASCAR fanden sieben Jahre lang auch Rennen im Formelsport auf dem New Hampshire International Speedway statt. Zwischen 1992 und 1995 gastierte die CART IndyCar-Serie auf der Rennstrecke, gefolgt von der Indy Racing League von 1996 bis 1998.
Im Jahre 2000 ereigneten sich mehrere fatale Unfälle, die einige talentierte junge Fahrer das Leben kosteten. Im Mai starb Adam Petty beim Training zur Nationwide Series, als sich sein Gaspedal am Ausgang von Kurve 2 verklemmte und er in der Mitte zwischen Kurve 3 und 4 ungebremst frontal in die Außenmauer fuhr. Ein ähnlicher Vorfall ereignete sich im Mai im Sprint Cup und kostete Kenny Irwin jr., dem Rookie des Jahres 1998, das Leben. Aus Sicherheitsgründen entschieden daraufhin die Eigentümer der Rennstrecke, beim nächsten Rennen im September Luftmengenbegrenzer einzusetzen. Es war das erste und einzige Mal, dass sie außerhalb des Daytona International Speedway und Talladega Superspeedway zum Einsatz kamen: Das Rennen verlief Ereignislos ohne Führungswechsel. Jeff Burton war der erste Fahrer, dem dies seit den 1970er Jahren gelang.
Im Jahre 2001 wurde das Sylvania 300 ursprünglich für den 16. September geplant, dem Sonntag nach den Terroranschlägen vom 11. September. Zunächst kündigte NASCAR an, das Rennen wie geplant stattfinden zu lassen, entschied sich dann jedoch um und verlegte es auf den Freitag nach Thanksgiving. Aufgrund der Verlegung gab es zunächst Bedenken wegen des Wetters, aber der Renntag war für die Saison unüblich eher mild und das Rennen wurde nicht gefährdet.
In den nächsten beiden Jahren gab es zwei Veränderungen an der Rennstrecke. Zunächst wurden die Kurven im Jahre 2002 so angepasst, dass die Überhöhung sich zum Kurvenäußeren progressiv erhöht. Dazu wurde die ebene Fläche im Kurveninneren mit einbezogen, so dass die Kurvenüberhöhung von 4° im Inneren bis bin zu 12 % (etwa 7°) im Äußeren ansteigt. Hierdurch erhoffte man sich spannendere Rennen, da nun die unterschiedlichen Kurvenlinien nahezu gleichwertig waren. Im Jahre 2003 wurden zusätzlich die sogenannten Safer Barriers in den Kurven installiert, die die Stärke von Einschläge in den Kurven reduzieren sollten.
Im Sylvania 300 im September 2003 kam es zu einem Vorfall, der für eine Regeländerung im NASCAR-Reglement führte. Dale Jarrett saß in seinem Rennwagen mitten auf der Strecke fest und drohte Gefahr von den anderen Rennwagen getroffen zu werden, die zur Gelben Flagge an der Zielgeraden stürmten. NASCAR verbot daraufhin diese Rennen zur Gelben Flagge und führte den „Free Pass“, umgangssprachlich auch als „Lucky Dog-Regel“ bekannt, ein. Sie erlaubt es bei einer Gelbphase dem ersten Fahrer hinter dem Führenden, der sich nicht in der Führungsrunde befindet, also dem zuletzt überrundeten Fahrer, sich zurückzurunden.
Mitte Mai des Jahres 2006 war Loudon eine von vielen Gemeinden in Neuengland, die nach wochenlangen Regenfällen durch Überflutungen betroffen war. Dabei wurden sowohl das Infield als auch die Strecke selbst überflutet, als gerade ein Rennen stattfand.
Am 2. November 2007 wurde bekannt, dass Bruton Smith, der Eigentümer von Speedway Motorsports, den Speedway für 340 Mio. US-Dollar gekauft hat. Im Rahmen dieser Übernahme wurde der Name von New Hampshire International Speedway in New Hampshire Motor Speedway geändert.

## Streckenlänge
Bei der Eröffnung der Strecke im Jahre 1992 wurde der New Hampshire International Speedway als ein Ein-Meilen-Oval bezeichnet. Die Streckenlänge von exakt einer Meile wurde bis 1995 von CART verwendet. Nach einer Neuvermessung im Jahr 1995 wurde die Streckenlänge von CART in deren Zeitnahme mit 1,058 Meilen angegeben. Diese Streckenlänge wird auch von NASCAR verwendet. Für das ICS-Rennen im Jahr 2011 wurde die Streckenlänge mit 1,025 Meilen angegeben. bestimmt. Nach welchen Richtlinien und mit welchen Methoden diese Streckenlänge bestimmt wurden, ist nicht angegeben.

## Rekorde
- NASCAR Sprint Cup Qualifying: Juan Pablo Montoya, 28,545 s (133,431 mph), 2009
- NASCAR Sprint Cup Rennen: Jeff Burton, 2:42:35 (117,134 mph), 1997
- NASCAR Nationwide Series Qualifying: Kevin Harvick, 29,138 s (130,716 mph), 2001
- NASCAR Nationwide Series Rennen: Bobby Hamilton jr., 1:55:02 (110,368 mph), 2002
- NASCAR Craftsman Truck Series Qualifying: Mike Skinner, 29,383 s (129,626 mph), 2006
- NASCAR Craftsman Truck Series Rennen: Jack Sprague, 1:56:13 (109,244 mph), 2001
- NASCAR Whelen Modified Tour Qualifying: Mike Ewanitsko, 28,693 s (132,743 mph), 2001
- NASCAR Whelen Modified Tour Rennen: Chuck Hossfeld, 1:02:33 s (101,87 mph), 2002

## Formelsport-Ergebnisse
| Saison             | Datum        | Sieger        | Chassis      | Motor               |
| CART IndyCar       | CART IndyCar | CART IndyCar  | CART IndyCar | CART IndyCar        |
| ------------------ | ------------ | ------------- | ------------ | ------------------- |
| 1992               | 5. Juli      | Bobby Rahal   | Lola         | Chevrolet-Ilmor     |
| 1993               | 8. August    | Nigel Mansell | Lola         | Ford-Cosworth       |
| 1994               | 21. August   | Al Unser Jr.  | Penske       | Mercedes-Benz-Ilmor |
| 1995               | 20. August   | André Ribeiro | Reynard      | Honda               |
| IRL IndyCar Series |              |               |              |                     |
| 1996               | 18. August   | Scott Sharp   | Lola         | Ford-Cosworth       |
| 1997               | 17. August   | Robbie Buhl   | G-Force      | Oldsmobile          |
| 1998               | 28. Juni     | Tony Stewart  | Dallara      | Oldsmobile          |